# Dunlop Manufacturing

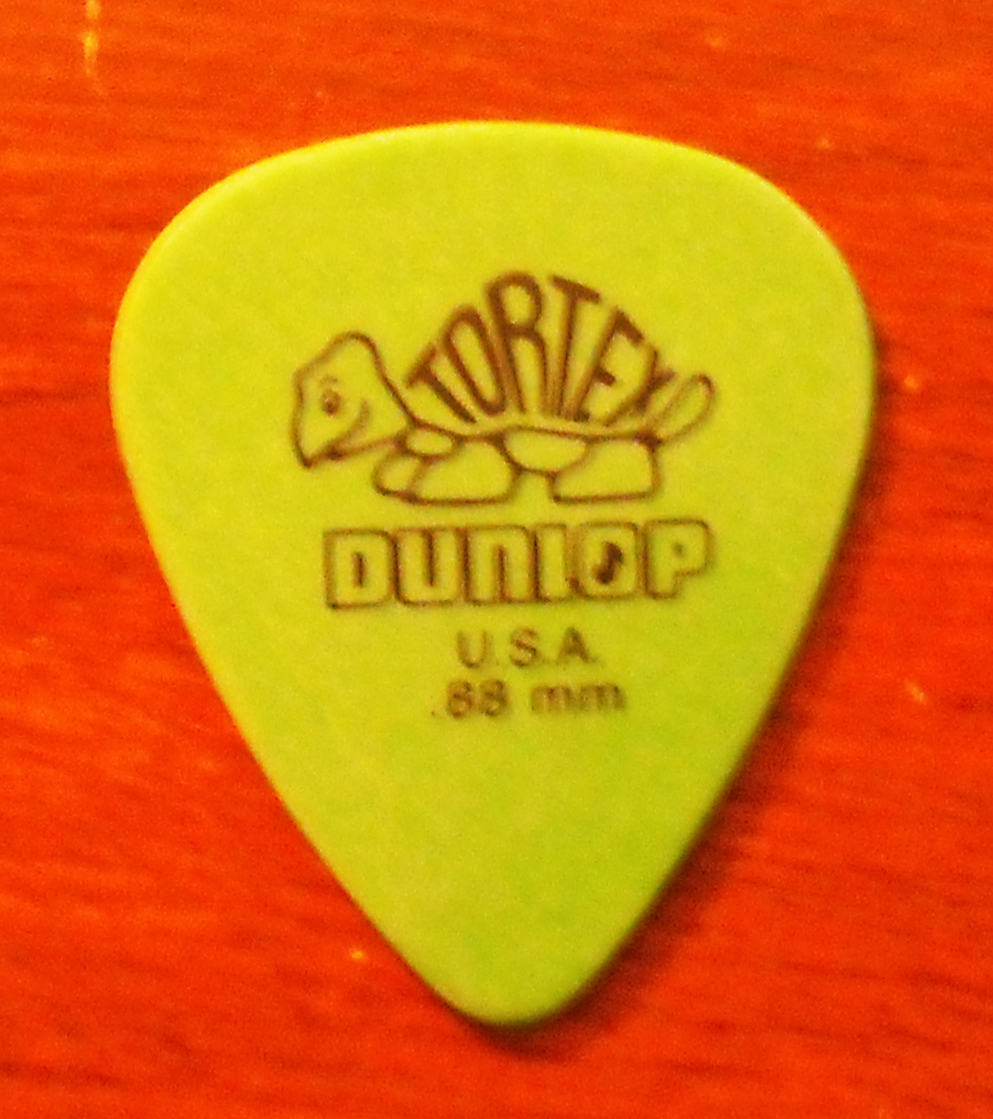
Kostka firmy Jim Dunlop

Dunlop Manufacturing, Inc., znana także jako Jim Dunlop – firma produkująca instrumenty muzyczne oraz akcesoria, ulokowana w mieście Benicia w Kalifornii. Popularna jako producent Wah-wah, nazwany Dunlop Cry Baby. Firma jest znana również jako twórca kapodasterów i kostek gitarowych. Do Dunlop Manufacturing, Inc. należy kilka innych firm muzycznych, np. Dallas-Arbiter, Rockman i MXR.